# Callithrix saterei
Callithrix saterei (Callithrix (Mico) saterei) este o specie de marmosetă endemică Braziliei.